# Miriam Rautert
Miriam Rautert (* 21. März 1996 in Nordrhein-Westfalen) ist eine deutsche Schönheitskönigin und Model. 2019 wurde sie zur Miss Universe Germany gewählt und vertrat Deutschland bei der Wahl der Miss Universe.

## Leben und Karriere
Rautert bekam bereits mit 7 Jahren einen Modelvertrag. Mit 15 Jahren zog sie mit ihren Eltern, dem deutschen Vater und der aus Trinidad und Tobago stammenden Mutter, von Viersen nach Hagen. Rautert studierte an einer Privatuniversität in Iserlohn. 2018 zog sie zum sechsten Semester nach Berlin. Sie machte einen Bachelor-Abschluss in Journalismus und Unternehmenskommunikation. Mit 164 cm Körpergröße arbeitet sie als Petite Model und Modelcoach.
2019 wurde sie unter 10 Teilnehmerinnen zur Miss Universe Germany 2019 gekrönt. Sie vertrat Deutschland bei der Miss Universe 2019 in Atlanta unter 90 Teilnehmerinnen, ohne sich unter den Top 20 zu platzieren. 2021 nahm Rautert an der 16. Staffel der Castingshow Germany’s Next Topmodel teil.